# Liste der Biografien/Beg
Liste der Biografien |
Portal Biografien |
Personensuche
# |
A |
B |
C |
D |
E |
F |
G |
H |
I |
J |
K |
L |
M |
N |
O |
P |
Q |
R |
S |
T |
U |
V |
W |
X |
Y |
Z |
?
 
Ba |
Be |
Bd |
Bg |
Bh |
Bi |
Bj |
Bl |
Bm |
Bn |
Bo |
Br |
Bs |
Bu |
Bw |
By |
Bz
 
Bea–Beb |
Bec |
Bed |
Bee |
Bef |
Beg |
Beh |
Bei |
Bej |
Bek |
Bel |
Bem |
Ben |
Beo |
Bep |
Beq |
Ber |
Bes |
Bet |
Beu |
Bev |
Bew |
Bex |
Bey |
Bez
Die Liste der Biografien führt alle Personen auf, die in der deutschsprachigen Wikipedia einen Artikel haben. Dieses ist eine Teilliste mit 209 Einträgen von Personen, deren Namen mit den Buchstaben „Beg“ beginnt.

## Beg
- Beg, Fauzia Maria (* 1965), indische Jazz- und Soulmusikerin (Gesang)
- Bég, Mirza Abdul Baqi (1934–1990), pakistanischer Physiker
- Beg, Mirza Hameedullah (1913–1988), indischer Jurist und oberster Richter Indiens
- Beg, Tughrul († 1063), Sultan der Seldschuken

### Bega
- Bega, irische Königstochter
- Bega, Alessandro (* 1991), italienischer Tennisspieler
- Bega, Cornelis Pietersz. († 1664), niederländischer Maler und Radierer
- Bega, Leorat (* 2003), schweizerisch-kosovarischer Fussballspieler
- Bega, Leslie (* 1967), US-amerikanische Schauspielerin
- Bega, Lou (* 1975), deutscher Latin-Pop-SängerLou Bega (* 1975)

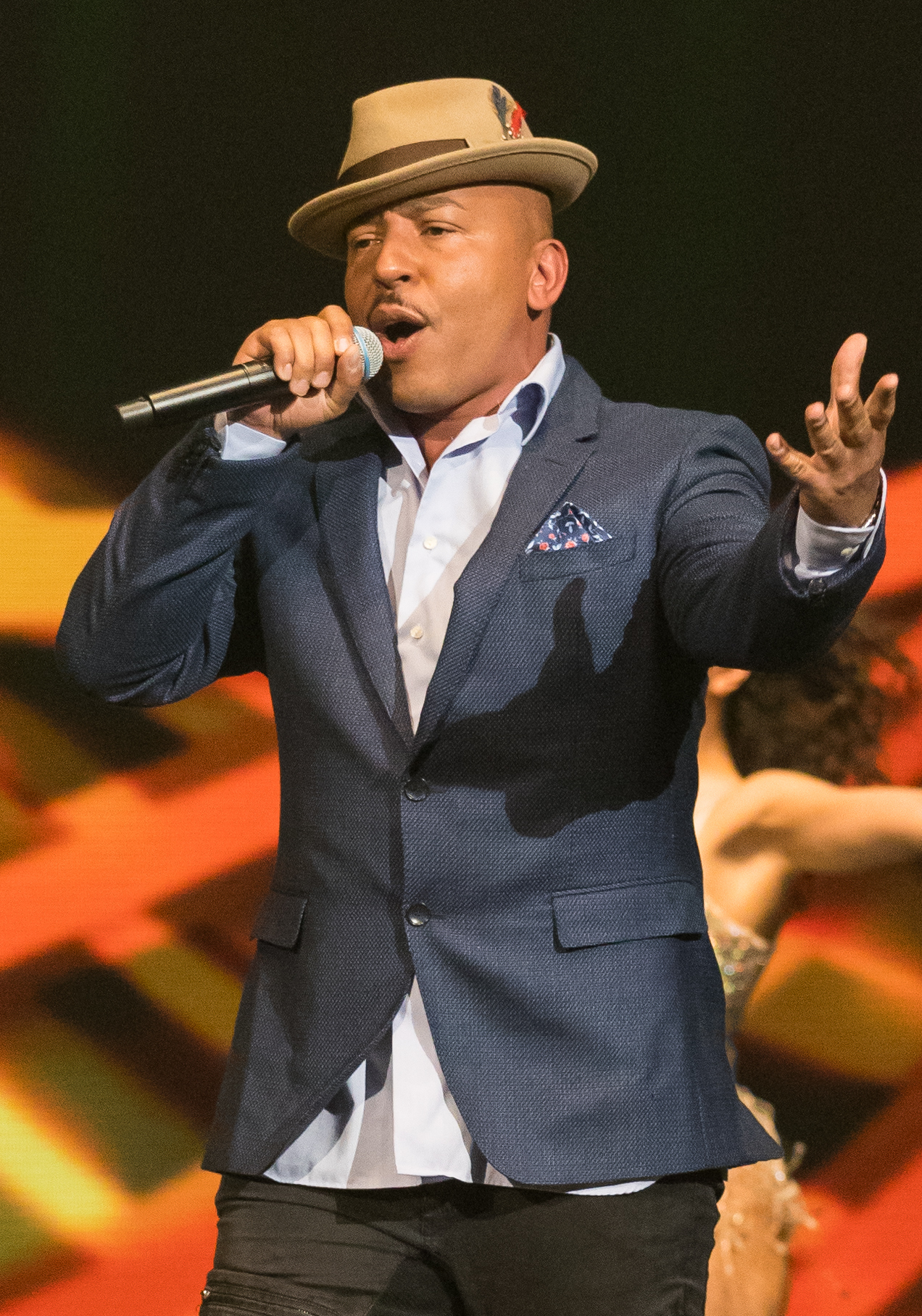
Lou Bega (* 1975)

- Begag, Azouz (* 1957), französischer Schriftsteller, Hochschullehrer, Politiker und Mitglied im Centre national de la recherche scientifique
- Begaj, Bajram (* 1967), albanischer Generalmajor, Befehlshaber der Albanischen Landstreitkräfte
- Begaj, Romela (* 1986), albanische Gewichtheberin
- Begala, Paul (* 1961), US-amerikanischer Politikberater
- Begalijew, Kanatbek (* 1984), kirgisischer Ringer
- Begalijew, Sopubek (1931–2002), sowjetisch-kirgisischer Ökonom und Politiker
- Begall, Sabine (* 1968), deutsche Zoologin
- Begalov, Bakhodir (* 1968), usbekischer Staatsmann
- Begalow, Dawid Rubenowitsch (1951–2013), sowjetisch-russischer Bildhauer und Hochschullehrer armenischer Herkunft
- Began, Sabina (* 1974), deutsche Schauspielerin bosnischer Abstammung
- Beganović, Belmin (* 2004), bosnischer Fußballspieler
- Beganovic, Dino (* 2004), schwedisch-bosnischer Rennfahrer
- Beganović, Elvedin (* 1971), bosnischer Fußballspieler und -trainer
- Begarelli, Antonio (1499–1565), italienischer Bildhauer
- Bégarin, Juhann (* 2002), französischer Basketballspieler
- Begas, Adalbert (1836–1888), deutscher Maler
- Begas, Alfred (1866–1938), deutscher Marineoffizier, zuletzt Vizeadmiral
- Begas, Carl Joseph (1794–1854), deutscher Maler
- Begas, Karl (1845–1916), deutscher Bildhauer
- Begas, Oscar (1828–1883), deutscher Maler
- Begas, Ottmar (1878–1931), deutscher Maler und Porträtist
- Begas, Reinhold (1831–1911), deutscher Bildhauer und MalerReinhold Begas (1831–1911)

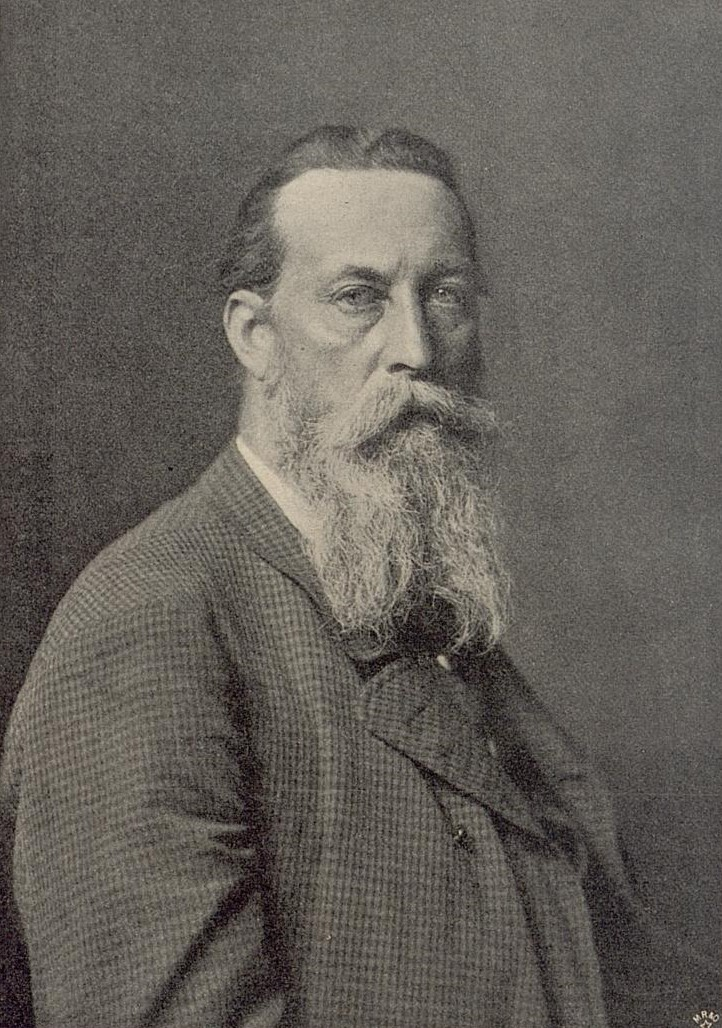
Reinhold Begas (1831–1911)

- Begas-Parmentier, Luise (1843–1920), österreichisch-deutsche Architektur- und Landschaftsmalerin
- Begaschwili, Schorena (* 1982), georgische Schauspielerin
- Begasse, Michael (* 1966), deutscher JournalistMichael Begasse (* 1966)

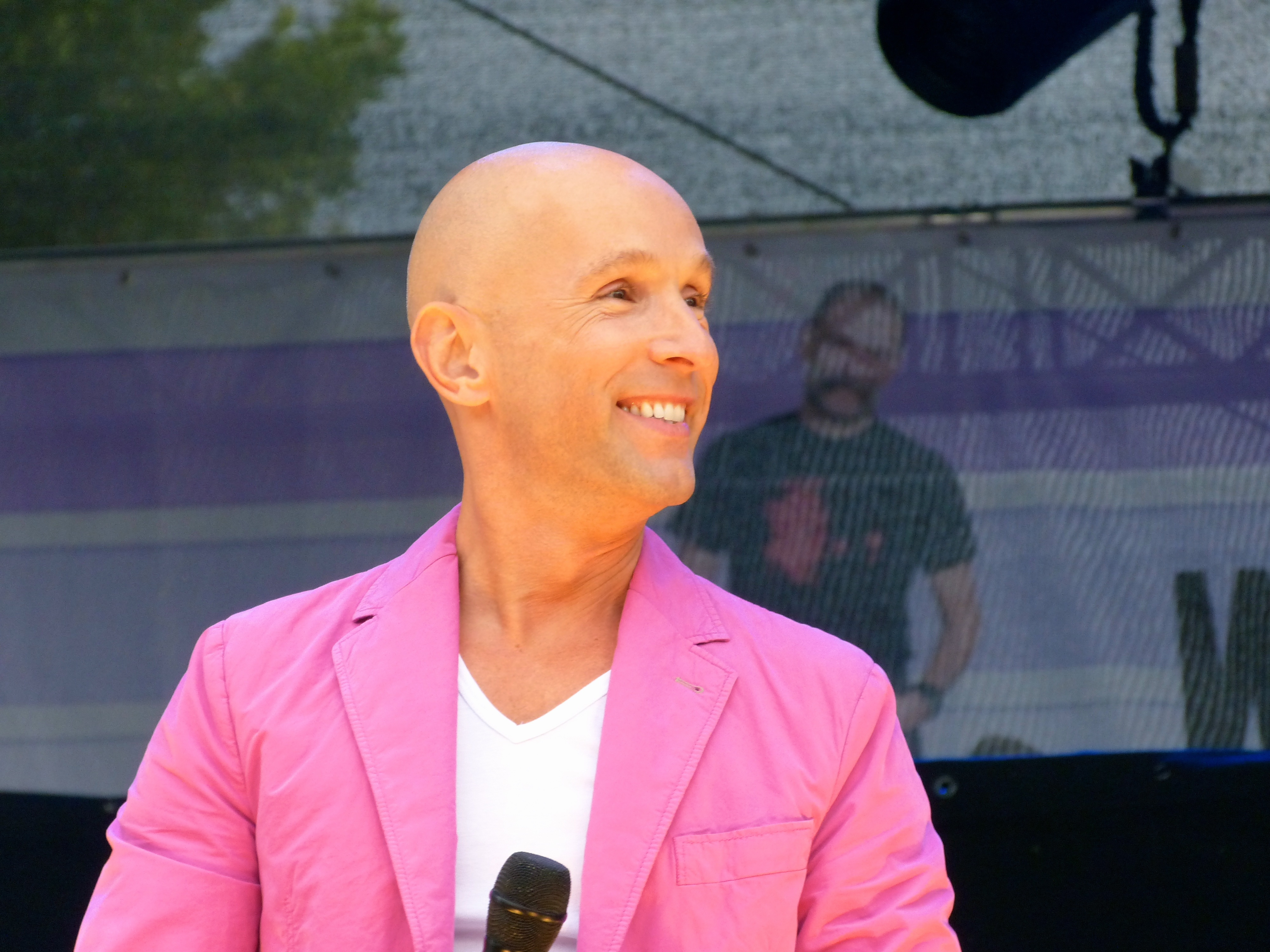
Michael Begasse (* 1966)

- Bégaudeau, François (* 1971), französischer Schriftsteller und Journalist

### Begb
- Begbie, Edith Marian (1866–1932), schottisch-britische Suffragette

### Bege
- Bege, Karl (1768–1849), deutscher Jurist und Historiker
- Bege, Margit (1926–1967), ungarische Schauspielerin
- Begeçarslan, Ali (* 1982), türkischer Fußballspieler
- Begeer, Carel (1883–1956), niederländischer Goldschmied und Unternehmer
- Begehr, Joshua (* 1988), deutscher e-Sportler
- Begeman, Ann D. (* 1964), US-amerikanische Beisitzerin des Surface Transportation Boards
- Begemann, Andre (* 1984), deutscher Tennisspieler
- Begemann, Bernd (* 1962), deutscher Musiker und Sänger
- Begemann, Christian (* 1954), deutscher Germanist
- Begemann, Ernst (1927–2014), deutscher Lehrer und Pädagoge
- Begemann, Friedrich (1803–1829), deutscher Schriftsteller und Dichter
- Begemann, Hans Christoph (* 1962), deutscher Sänger und Hochschullehrer
- Begemann, Herbert (1917–1994), deutscher Mediziner
- Begemann, Jürgen (* 1941), deutscher Manager (DDR), Generaldirektor des VEB Kombinat Schiffbau Rostock
- Begemann, Margot (1841–1907), Geliebte Vincent van Goghs
- Begemann, Max (1877–1949), deutscher Opernsänger (Bariton)
- Begemann, Valentin (* 1989), deutscher Volleyball- und Beachvolleyballspieler
- Begemann, Wilhelm (1843–1914), deutscher Philologe, Lehrer, Historiker und Freimaurer
- Begenat-Neuschäfer, Anne (1953–2017), deutsche Romanistin
- Begeorgi, Fabrice (* 1987), französischer Fußballspieler
- Beger, Albert (* 1959), israelischer Jazzmusiker
- Beger, Albert von (1855–1921), deutscher Architekt, württembergischer Baubeamter
- Beger, Bruno (1911–2009), deutscher Anthropologe und „Rassenforscher“Bruno Beger (1911–2009)

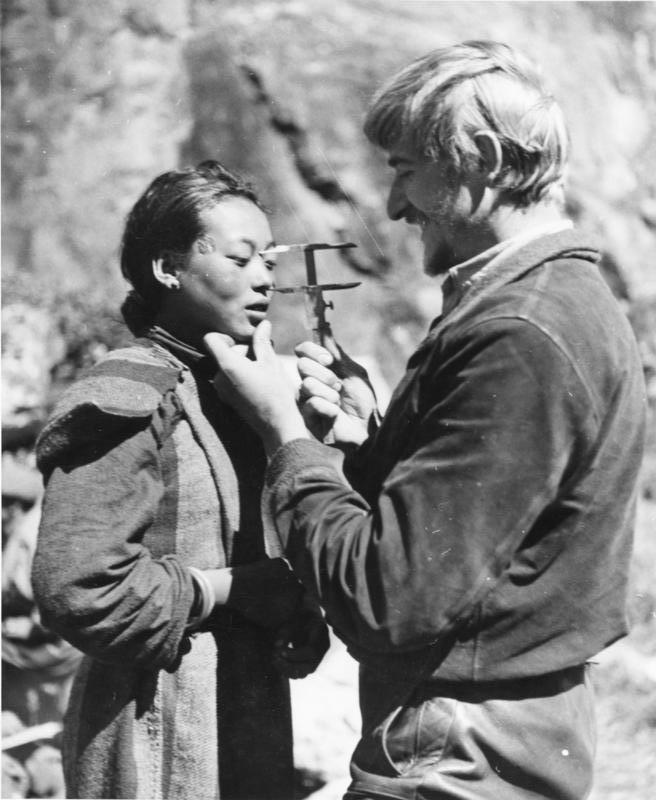
Bruno Beger (1911–2009)

- Beger, Friedrich (1754–1813), russischer Bergbauingenieur
- Beger, Friedrich (1790–1861), russischer Bergbauingenieur
- Beger, Gabriele (1952–2024), deutsche Bibliothekarin und Rechtswissenschaftlerin
- Beger, Gunther (* 1961), politischer Beamter im Range eines Ministerialdirektors
- Beger, Karl (1885–1957), deutscher Wasserbauingenieur und Hochschullehrer
- Beger, Lorenz (1653–1705), deutscher Archivar und Numismatiker
- Beger, Mario (* 1966), deutscher Politiker (AfD), MdL
- Beger, Matthäus (1588–1661), Tuchhändler, Privatgelehrter und Bürgermeister
- Beger, Paul Johannes (1886–1970), deutscher Geowissenschaftler und Hochschullehrer
- Beger, Renata (* 1958), polnische Politikerin
- Begerau, Robert (* 1947), deutscher Fußballspieler
- Begerow, Petra (* 1975), deutsche Tennisspielerin
- Begert, Andreas (* 1990), deutscher Komponist und Songwriter
- Begert, Fritz Jean (1907–1984), Schweizer Reformpädagoge
- Begert, Roland M. (* 1937), Schweizer Schriftsteller
- Begert, William J. (* 1946), US-amerikanischer Pilot, General der US-Luftwaffe
- Begeyn, Abraham Jansz. (1637–1697), niederländischer Maler

### Begg
- Begg, Anne (* 1955), schottische Politikerin der Labour Party
- Begg, Aubrey (1929–1988), neuseeländischer Politiker
- Begg, James T. (1877–1963), US-amerikanischer Politiker
- Begg, Nabil (* 2004), fidschianischer Fußballspieler
- Begg, Varyl (1908–1995), britischer Admiral of the Fleet und Gouverneur von Gibraltar
- Begg-Smith, Dale (* 1985), australischer Freestyle-Skisportler
- Begg-Smith, Jason (* 1980), australischer Freestyle-Skisportler
- Begga, Tochter des fränkischen Hausmeiers Pippin der Ältere
- Beggel, Karl (1892–1951), deutscher politischer Funktionär und paramilitärischer Aktivist
- Beggerow, Hans (1874–1942), deutscher Philosoph, Naturwissenschaftler und Militärbeamter
- Beggiato, Ettore (* 1954), italienischer Politiker, Historiker und Buchautor
- Beggio, Ivano (1944–2018), italienischer Unternehmer, Inhaber des Unternehmens Aprilia
- Beggo I. († 816), Graf von Toulouse, Markgraf ("marchio") von Septimanien, Graf von Paris
- Beggrow-Hartmann, Olga (1862–1922), deutsche Malerin
- Beggs, George Erle (1883–1939), US-amerikanischer Bauingenieur
- Beggs, James M. (1926–2020), US-amerikanischer Verwaltungsbeamter, Leiter der NASA
- Beggs, Nick (* 1961), englischer Bassgitarrist
- Beggs, Richard (* 1942), US-amerikanischer Tongestalter und Tontechniker

### Begh
- Beghe, Jason (* 1960), US-amerikanischer SchauspielerJason Beghe (* 1960)

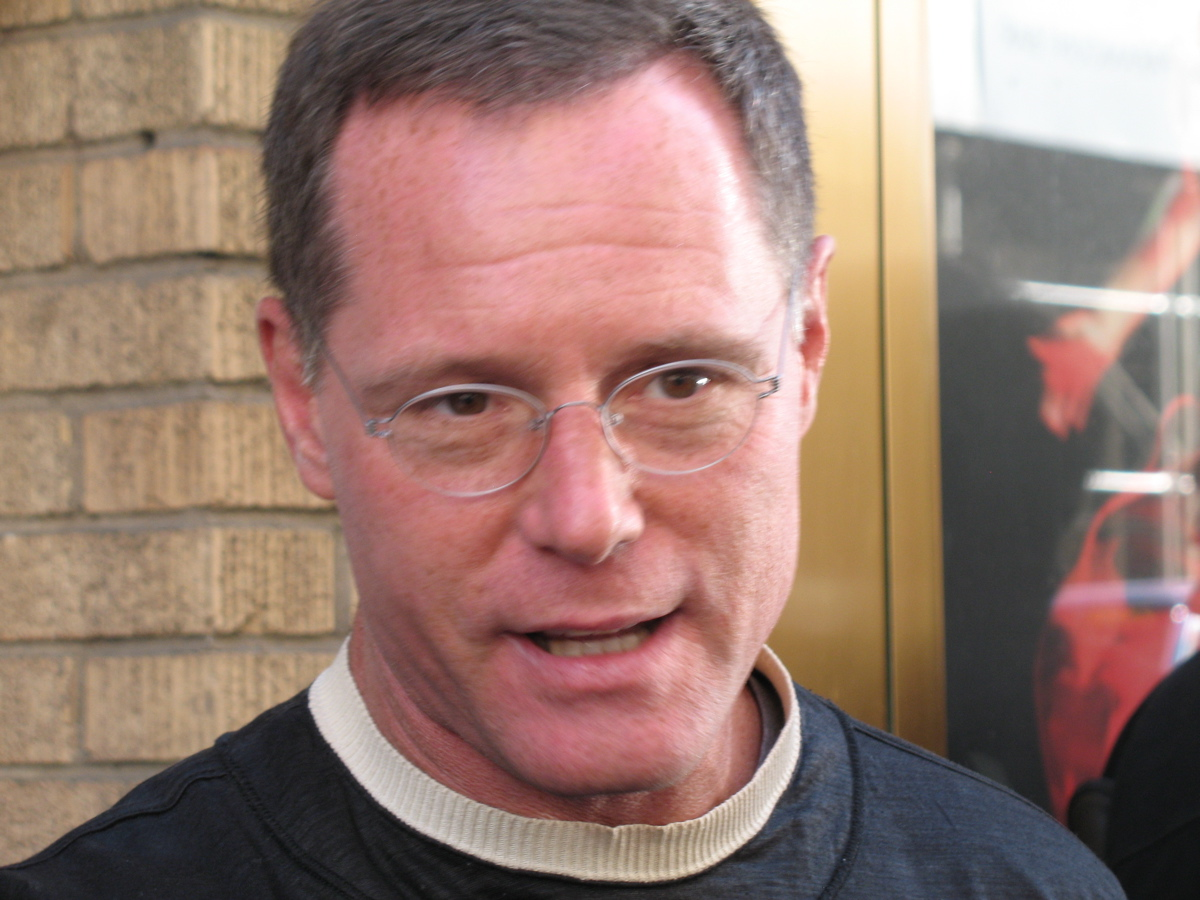
Jason Beghe (* 1960)

- Beghein, Julie, französische Bogenbiathletin
- Beghetto, Giuseppe (* 1939), italienischer Bahnradsportler
- Beghi, Luisella (1921–2006), italienische Schauspielerin
- Beghin, Christophe (* 1980), belgischer Basketballspieler und -trainer
- Béghin, Henri (1876–1969), französischer Mathematiker und Mechanik-Professor
- Beghin, John (* 1954), belgischer Agrarökonom
- Beghin, Tiziana (* 1971), italienische Politikerin

### Begi
- Begić, Aida (* 1976), bosnische Filmregisseurin
- Begic, Alem (* 1987), deutscher Boxer
- Begić, Ana (* 1979), kroatische Schauspielerin
- Begić, Mirza (* 1985), slowenischer Basketballspieler
- Begič, Pamela (* 1994), slowenische Fußballspielerin
- Begić, Silvije (* 1993), kroatischer Fußballspieler
- Begić, Vera (* 1982), kroatische Diskuswerferin
- Begich, Mark (* 1962), amerikanischer Politiker der Demokratischen Partei
- Begich, Nick (* 1932), amerikanischer PolitikerNick Begich (* 1932)

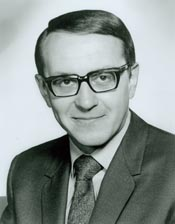
Nick Begich (* 1932)

- Begich, Nick III (* 1977), US-amerikanischer Politiker
- Begiebing, Annika (* 1981), deutsche Fernsehmoderatorin im WDR Fernsehen und Synchronsprecherin
- Begier, Johannes (1886–1969), deutscher Politiker (SPD), MdHB
- Begier, Zenon (1935–2019), polnischer Diskuswerfer
- Begin, Benny (* 1943), israelischer Politiker
- Bégin, Louis-Nazaire (1840–1925), kanadischer Geistlicher und Erzbischof von Québec
- Begin, Menachem (1913–1992), israelischer PolitikerMenachem Begin (1913–1992)

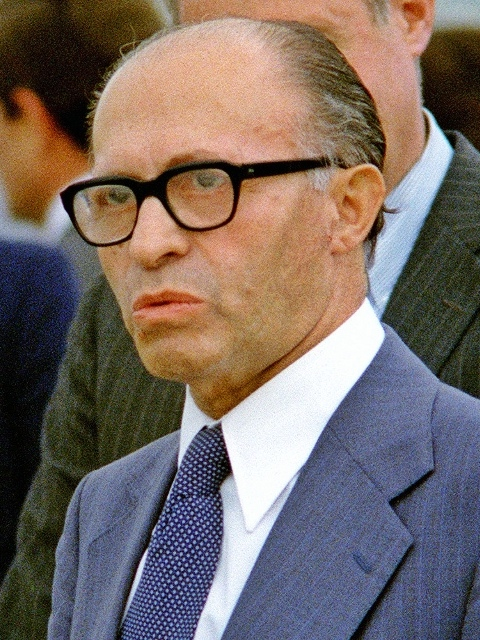
Menachem Begin (1913–1992)

- Bégin, Monique (1936–2023), kanadische Politikerin und Soziologin
- Bégin, René (1912–1981), kanadischer Politiker (Liberal Party)
- Begin, Roger N. (* 1952), US-amerikanischer Politiker
- Bégin, Steve (* 1978), kanadischer Eishockeyspieler und -trainer
- Begines, Everaldo (* 1971), mexikanischer Fußballspieler
- Beginiker, Henricus (1583–1665), deutscher Orgelmusiker
- Beginnen, Ortrud (1938–1999), deutsche Film- und Theaterschauspielerin
- Beginski, Uwe (1959–2025), deutscher Fußballspieler
- Begiristain, Txiki (* 1964), spanischer Fußballspieler und -funktionär
- Begitschew, Nikifor Alexejewitsch (1874–1927), russisch-sowjetischer Seemann, Pelztierjäger und Polarforscher

### Begl
- Beglarian, Eve (* 1958), US-amerikanische Komponistin, Performancekünstlerin und Audioproduzentin
- Beglarischwili, Sakaria (* 1990), georgischer Fußballspieler
- Beglarjan, Gor (* 2003), armenischer Weitspringer
- Beglau, Bibiana (* 1971), deutsche SchauspielerinBibiana Beglau (* 1971)

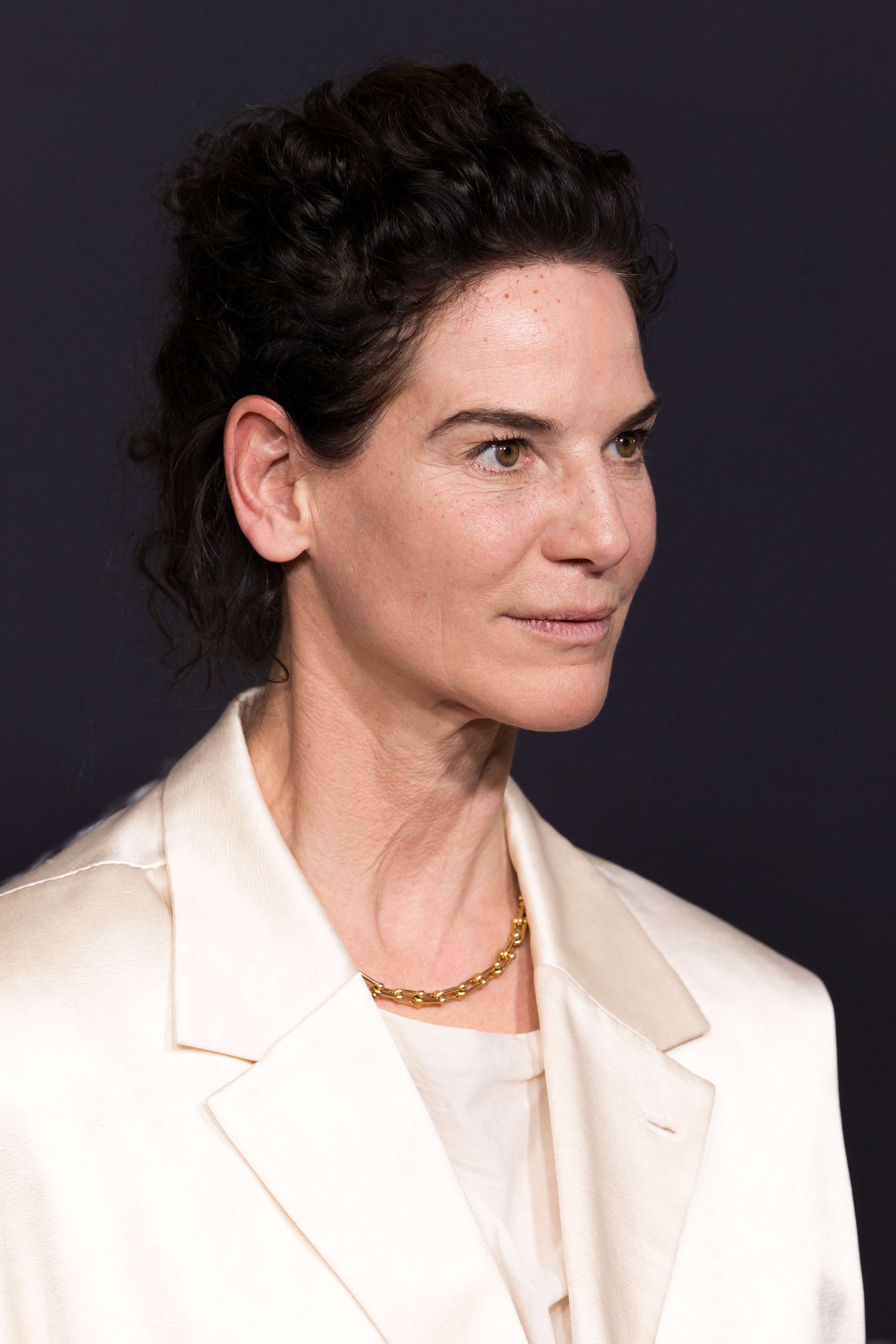
Bibiana Beglau (* 1971)

- Begle, Alexander (1921–1968), österreichischer Fußballspieler und -funktionär
- Béglé, Claude (* 1949), Schweizer Manager und Politiker
- Begle, Edward G. (1914–1978), US-amerikanischer Mathematikpädagoge
- Begle, Gottlieb (1818–1891), Schweizer Politiker (Antirevisionisten)
- Begley, Adam (* 1959), US-amerikanischer Autor
- Begley, Andrea (* 1986), nordirische Popsängerin
- Begley, Ed (1901–1970), US-amerikanischer Theater- und Filmschauspieler
- Begley, Ed junior (* 1949), US-amerikanischer Filmschauspieler
- Begley, Louis (* 1933), US-amerikanischer Schriftsteller
- Begley, Michael (1872–1938), US-amerikanischer Ruderer
- Begley, Michael (1932–2012), irischer Politiker
- Begley, Michael Joseph (1909–2002), US-amerikanischer Geistlicher, römisch-katholischer Bischof von Charlotte
- Begley, Timothy (* 1983), US-amerikanischer Basketballspieler
- Beglin, Beth (* 1957), US-amerikanische Hockeyspielerin
- Beglin, Jim (* 1963), irischer Fußballspieler
- Begliýew, Nazar (* 1980), turkmenischer Leichtathlet
- Begljakowa, Irina Anatoljewna (1933–2018), sowjetische Diskuswerferin
- Beglow, Alexander Dmitrijewitsch (* 1956), russischer Politiker, Gouverneur von Sankt Petersburg

### Bego
- Bego, Julie (* 2005), französische RadrennfahrerinJulie Bego (* 2005)

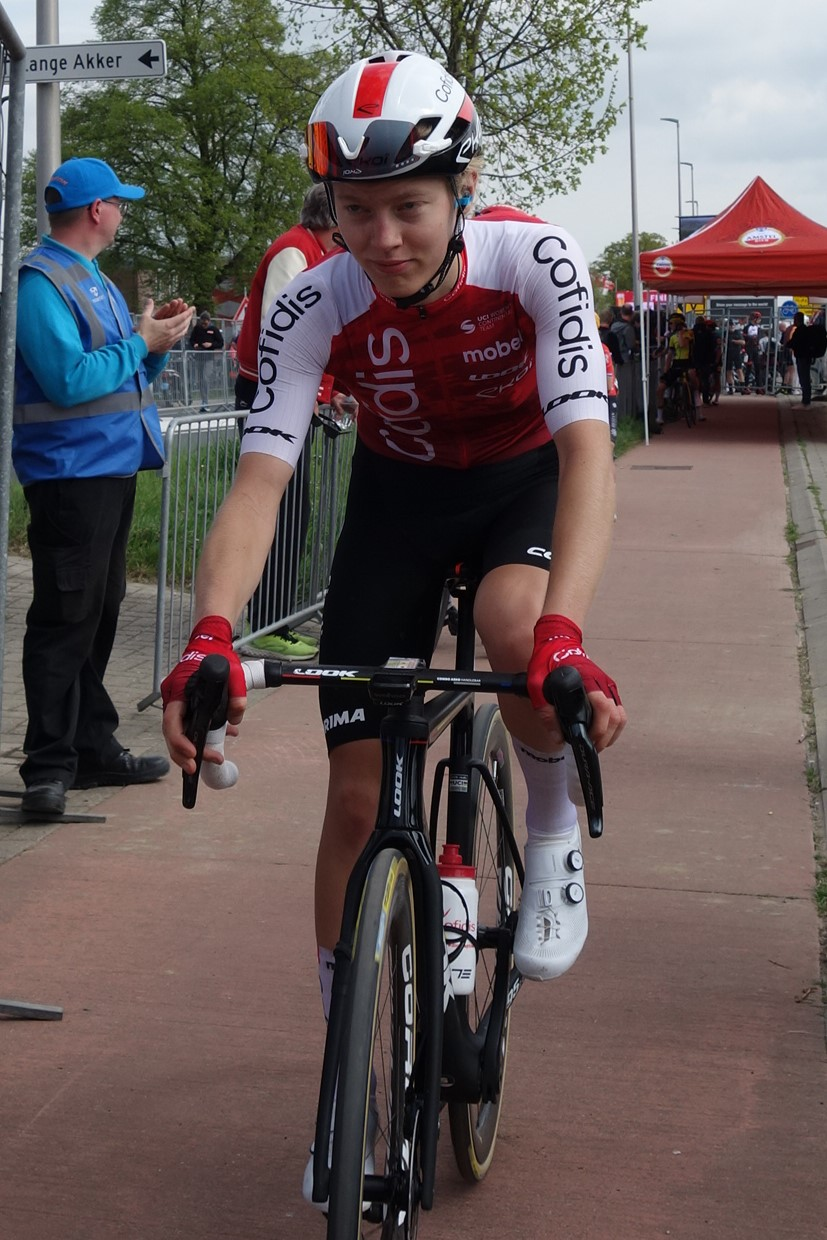
Julie Bego (* 2005)

- Bego, Zvonko (1940–2018), jugoslawischer Fußballspieler
- Bego-Šimunić, Anđelka (1941–2022), jugoslawische bzw. bosnische Komponistin und Hochschullehrerin kroatischer Herkunft
- Begois, Kevin (* 1982), belgischer Fußballtorhüter
- Begole, Josiah (1815–1896), US-amerikanischer Politiker
- Begon, Michael (* 1951), britischer Biologe und Ökologe
- Bégon, Michel (1638–1710), französischer Marineoffizier
- Begoun, Paula (* 1953), amerikanische Kosmetikunternehmerin und Sachbuchautorin
- Bégout, Bruce (* 1967), französischer Philosoph, Übersetzer und Autor
- Begov, Lucie (1901–1990), österreichische Schriftstellerin und Übersetzerin
- Begović, Asmir (* 1987), bosnisch-kanadischer FußballtorhüterAsmir Begović (* 1987)

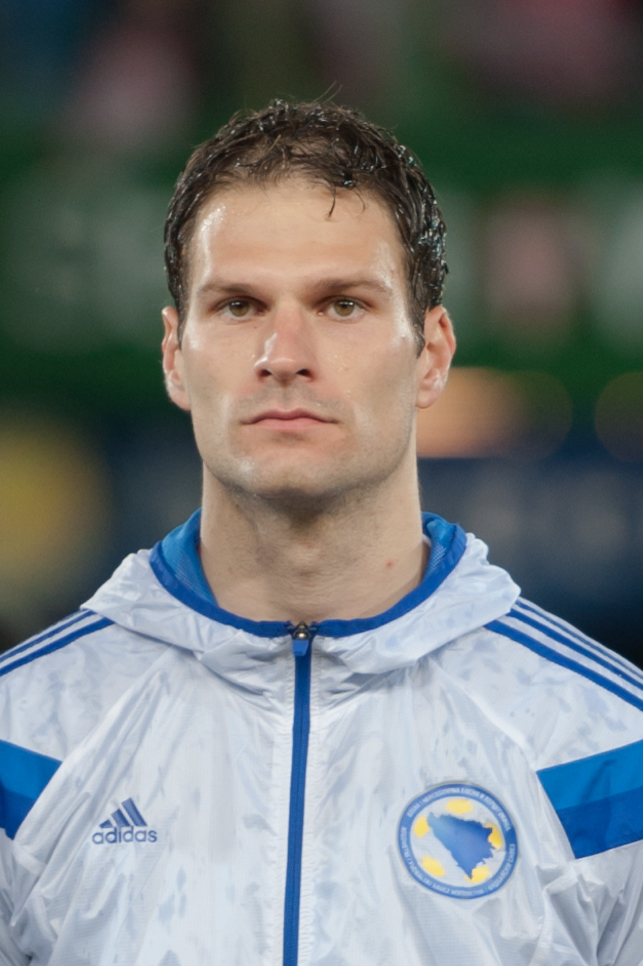
Asmir Begović (* 1987)

- Begoviç, Bensu (* 1992), türkische Schauspielerin
- Begović, Božena (1901–1966), kroatische Schriftstellerin, Übersetzerin, Schauspielerin, Rundfunksprecherin und Dramaturgin
- Begović, Enes (* 1965), jugoslawischer bzw. bosnischer Volkssänger
- Begović, Jelena (* 1971), serbische Wissenschaftsministerin und Wissenschaftlerin
- Begović, Milan (1876–1948), jugoslawischer Schriftsteller
- Begovska, Bedia (* 1951), nordmazedonische Schauspielerin
- Bégoz, Louis François (1763–1827), Schweizer Politiker und Jurist

### Begr
- Begraoui, Yanis (* 2001), marokkanisch-französischer Fußballspieler
- Begrich, Gerhard (* 1946), deutscher evangelischer Theologe und Hochschullehrer
- Begrich, Joachim (1900–1945), deutscher evangelischer Theologe
- Begrich, Karl (1879–1952), deutscher evangelischer Theologe
- Begrich, Martin (1897–1971), deutscher Theologe, Auslandspfarrer und Präses einer Synode
- Begrich, Thomas (* 1950), deutscher Ökonom, Finanzdezernent der Evangelischen Kirche Deutschlands (EKD)

### Begt
- Begtrup, Bodil (1903–1987), dänische Politikerin und Diplomatin
- Begtrup, Gregers Otto Bruuns (1769–1841), dänischer Agrarökonom
- Begtrup, Holger (1859–1937), dänischer evangelischer Theologe und Hochschullehrer

### Begu
- Begu, Irina-Camelia (* 1990), rumänische TennisspielerinIrina-Camelia Begu (* 1990)

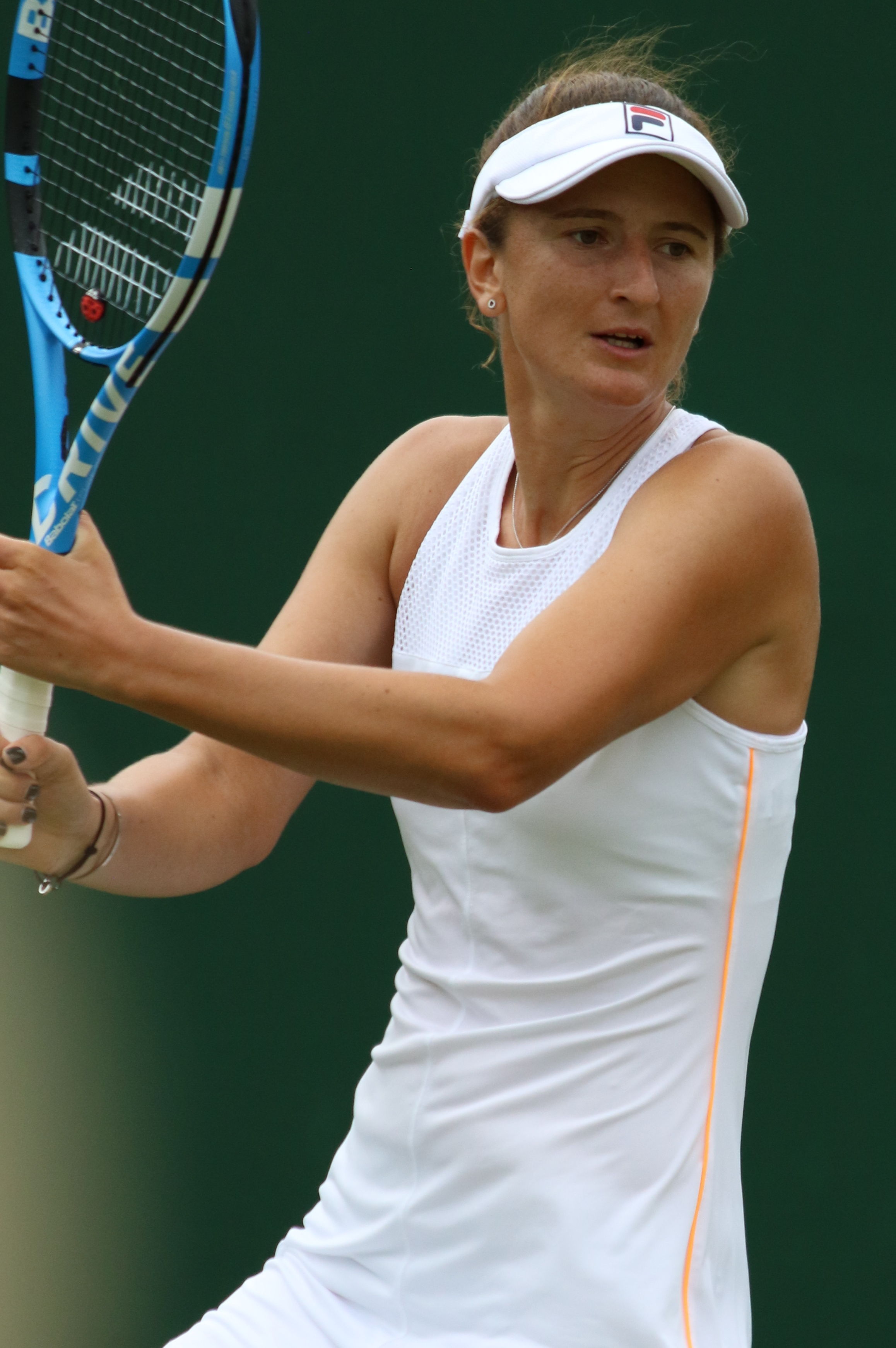
Irina-Camelia Begu (* 1990)

- Bègue, Aristide (* 1994), französischer Biathlet
- Begue, Gáston (* 1972), argentinischer Skirennläufer
- Bégué, Georges (1911–1993), französischer Agent des Special Operations Executive
- Begue, Maximilian (* 2001), deutscher Basketballspieler
- Begue, Nicole (* 2006), US-amerikanisch-argentinische Skirennläuferin
- Béguelin, Amalie von (1778–1848), deutsche Salonnière
- Béguelin, Heinrich von (1765–1818), preußischer Finanzbeamter
- Béguelin, Michel (* 1936), Schweizer Politiker (SP)
- Béguelin, Nikolaus von (1714–1789), Direktor der Philosophischen Klasse der Königlich-Preußischen Akademie der Wissenschaften in Berlin
- Béguelin, Roland (1921–1993), Schweizer Politiker und Separatistenführer
- Béguin, Albert (1901–1957), Schweizer Literaturwissenschaftler, Übersetzer und Essayist
- Béguin, André (* 1897), Schweizer Offizier, von Sommer 1941 bis am 31. Juli 1945 Kommandant des Interniertenstraflagers Wauwilermoos im Kanton Luzern
- Béguin, Bernard (* 1947), französischer Autorennfahrer
- Béguin, Ernest (1879–1966), Schweizer Politiker (FDP)
- Béguin, Jacques (1922–2007), Schweizer Politiker (PPN, LPS)
- Beguin, Jean, französischer Chemiker
- Béguin, Max-Henri (1918–2000), Schweizer Kinderarzt und Pazifist
- Béguin, Pierre (1903–1978), Schweizer Journalist
- Béguin, Thierry (* 1947), Schweizer Politiker (FDP)
- Béguinot, Augusto (1875–1940), italienischer Botaniker
- Begum, Alina, bangladeschische Badmintonspielerin
- Begum, Humaira (1918–2002), afghanische Königin, Ehefrau von Mohammed Zahir SchahHumaira Begum (1918–2002)

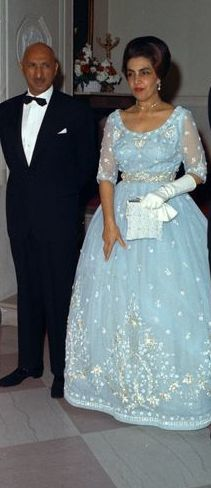
Humaira Begum (1918–2002)

- Begum, Momtaz (1946–2020), bangladeschische Politikerin
- Begum, Momtaz (* 1974), bengalische Sängerin und Politikerin
- Begum, Mumtaz (1923–1967), Heldin der Bengalischen Sprachbewegung in Ostpakistan
- Begum, Mumtaz (* 1956), muslimische indische Politikerin, Bürgermeisterin von Bangalore
- Begun, Semi Joseph (1905–1995), deutsch-amerikanischer Ingenieur und Pionier der Magnetaufzeichnung
- Begusch, Oskar (1897–1944), österreichischer Psychiater
- Béguyer de Chancourtois, Alexandre-Emile (1819–1886), französischer Chemiker und Geologe

### Begy
- Begyn, Christian (1949–2016), französischer Koch und Kochbuchautor